# Rue des Vignes
Koordinaten: 48° 51′ N, 2° 17′ O
Die Rue des Vignes ist eine 490 Meter lange und 18 Meter breite Straße im Quartier de la Muette des 16. Arrondissements von Paris.

## Lage
Die Straße beginnt bei Nummer 72 der Rue Raynouard und endet bei Nummer 13 der Avenue Mozart.
Die Straße ist folgendermaßen zu erreichen:
- Metro über die Station La Muette
- RATP 22, 52, 70
- RER (La Muette)

## Namensursprung
Die Straße führte durch Weinberge (französisch vignes) am Schloss Boulainvilliers.

## Geschichte
Der Weg in der ehemaligen Gemeinde Passy hieß im 16. Jahrhundert «Ruelle Saint–Pol» und führte am Schloss von Boulainvillers vorbei.
1730 wurde sie «Rue des Vignes» genannt und verband die Rue Basse (heute Rue Raynouard) mit der La Muette.
Als sie am 23. Mai 1863 in das Verzeichnis des Pariser Verkehrsnetz aufgenommen wurde, bekam sie 1875 den Namen «Rue Houdon». Den aktuellen Namen, der daran erinnert, dass an dieser Stelle im 17. und 18. Jahrhundert Wein angebaut wurde, bekam die Straße dann per Erlass vom 1. Februar 1877.

## Sehenswürdigkeiten
- Nr. 5: Théâtre Le Renélagh, das 1977 in die Liste der Kulturdenkmäler des 16. Arrondissements aufgenommen wurde.
- Nr. 27: Hier lebte der Schriftsteller René Boylesve (1867–1926).[3]
- Nr. 32: Eine Tafel erinnert daran, dass hier der Komponist Gabriel Fauré (1845–1924) von 1911 bis zu seinem Tod wohnte.[5][6]
- Nr. 34: Hier lebte im Frühjahr 1939 der irische Schriftsteller James Joyce (1882–1941).[7]
- Nr. 52: Bahnhof Boulainvilliers, das heute noch benutzte Bahnhofsgebäude aus dem Jahr 1900 ist der Zugang zur Station La Muette.
- Nr. 73: Eine Plakette erinnert daran, dass hier 1930 der Chemiker Édouard Bénédictus starb.

Die gefeierte Operntänzerin Émilie Bigottini (1784–1858) besaß ein Stadthaus in dieser Straße.

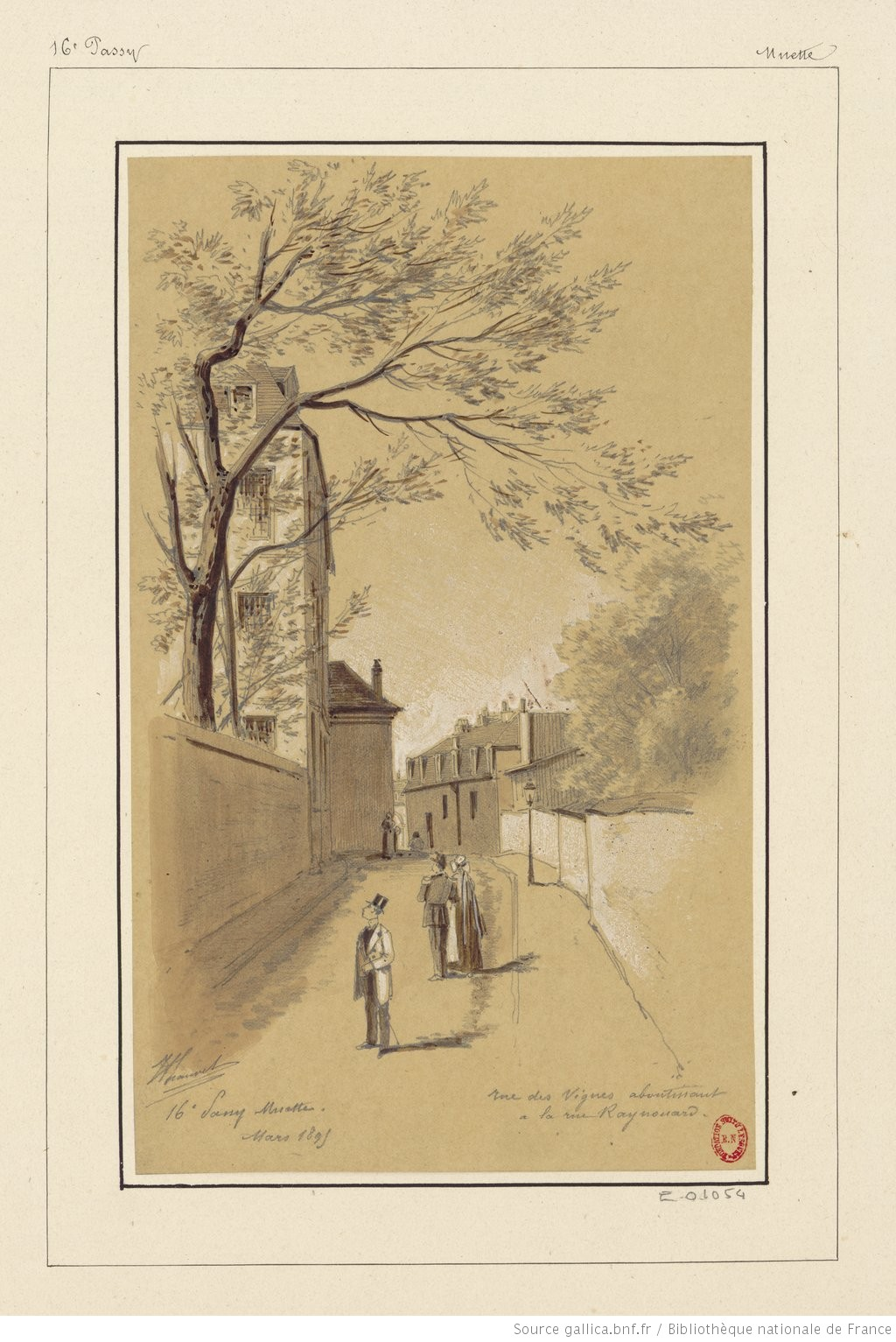
Zeichnung von Jules-Adolphe Chauvet (1895)
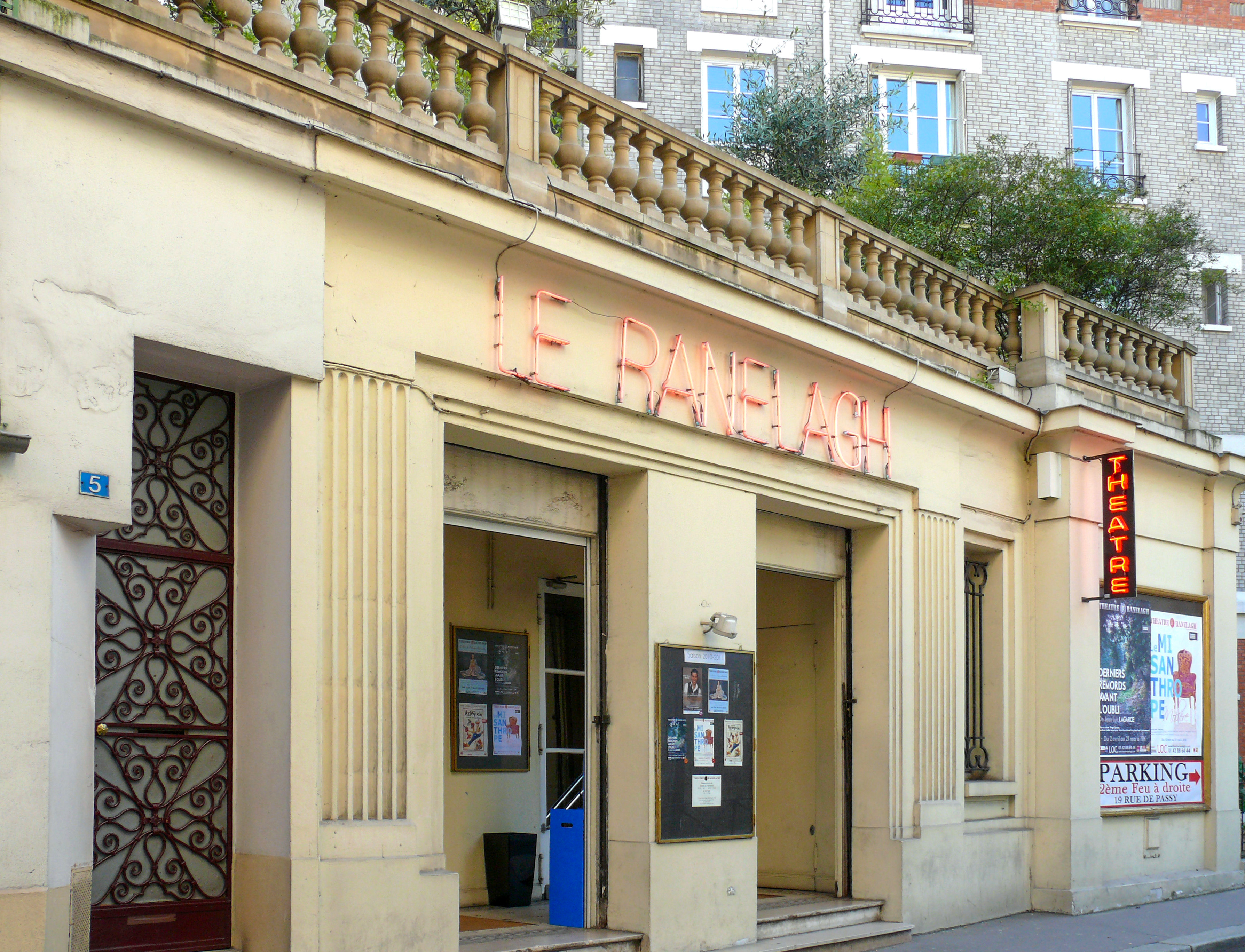
Das Théâtre Le Renélagh, Nr. 5
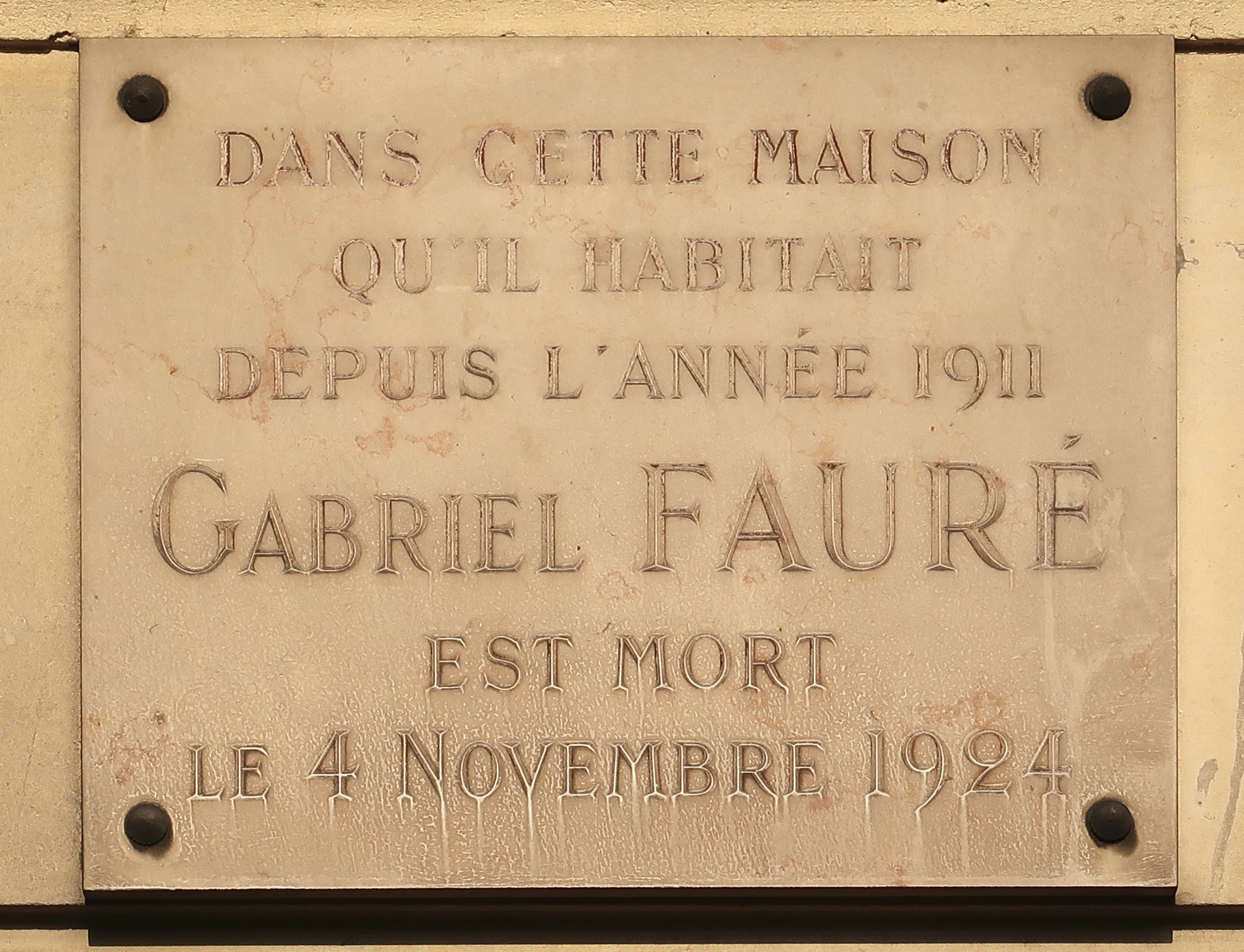
Plakette an Nr. 32
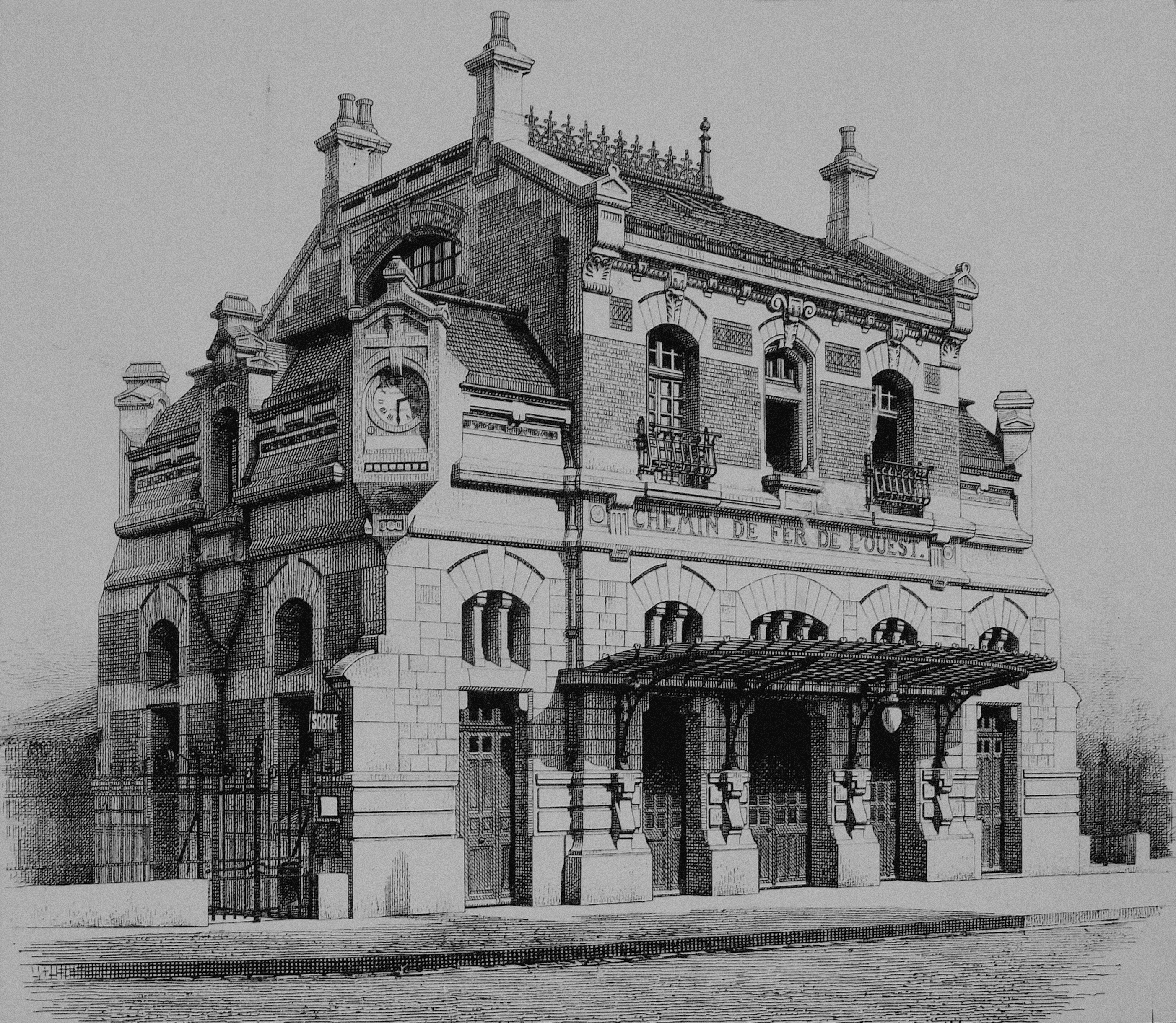
Bahnhof Boulainvilliers um 1900
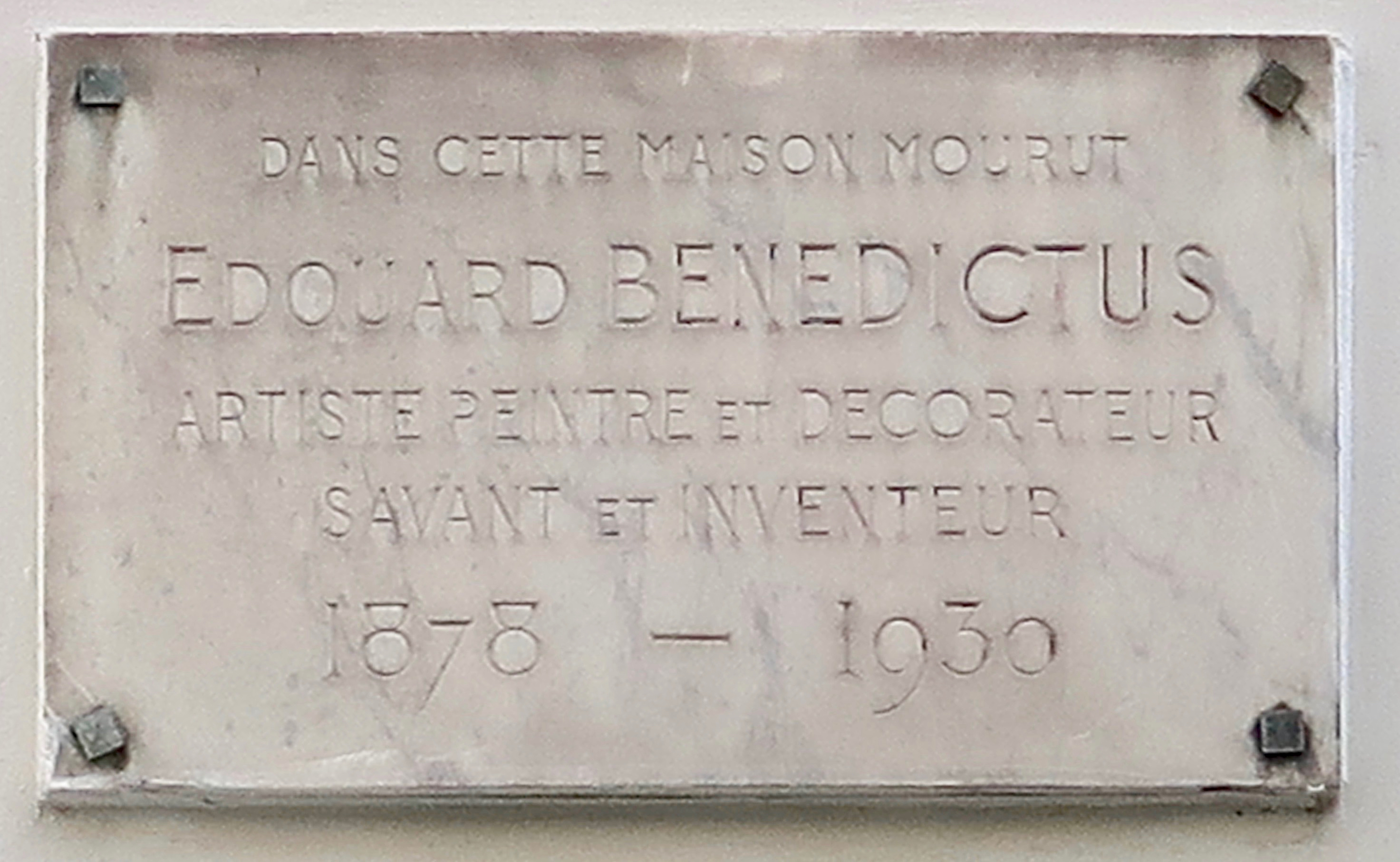
Plakette an Nr. 73